# Andrei Jurjewitsch Worobjow

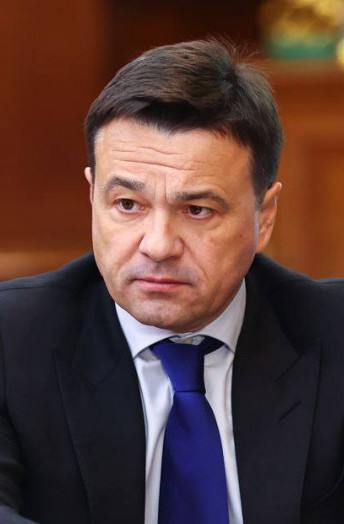
Andrei Worobjow (2021)

Andrei Jurjewitsch Worobjow (russisch Андрей Юрьевич Воробьёв; * 14. April 1970 in Krasnojarsk) ist ein russischer Politiker der Partei Einiges Russland und seit November 2012 amtierender Gouverneur der Moskauer Oblast. Er war Abgeordneter der russischen Staatsduma und dort zuletzt Vizepräsident und Vorsitzender der Duma-Fraktion von Einiges Russland. Er war außerdem Leiter des Zentralen Exekutivkomitees der Partei.

## Leben

### Herkunft und Ausbildung
Worobjow wuchs in einer Ingenieursfamilie in Krasnojarsk auf. Sein Vater Juri Worobjow war einer der Initiatoren des Katastrophenministeriums und enger Gefährte von Sergei Schoigu. Seit 2008 ist sein Vater Vizepräsident des Föderationsrats. Seine Mutter Ljudmila, die aus Tschetschenien stammt, ist als Technikerin tätig. Sein jüngerer Bruder Maksim ist Unternehmer.
Von 1988 bis 1989 leistete er seinen Militärdienst in einer Motorschützendivision der Truppen des Innenministeriums der UdSSR, die an Operationen in Baku/Aserbaidschan, Jerewan/Armenien, Kokand und Fergana in Usbekistan teilnahm.
1995 absolvierte er ein Studium der Wirtschaft an der Universität in Wladikawkas/Nordossetien und spezialisierte sich 1998 an der Allrussischen Akademie für Außenhandel in Moskau auf internationalen Handel und Fremdsprachen.
2005 verteidigte er seine Kandidatendissertation in Wirtschaft in der Russischen Akademie des Staatsdienstes beim Präsidenten der RF über das Thema «Formierung und Entwicklung des Investitionspotentials der depressiven Region Südrusslands» (russisch). Im Jahr darauf 2006 erhielt er den Grad eines Magisters für Wirtschaftsmanagement (MBA) in Politik und Wirtschaftskommunikation am Institut für Kommunikationsmanagement der Hochschule für Wirtschaft in Moskau.

### Unternehmer
Von 1991 bis 1998 war er als Unternehmer tätig. So gründete er die Firmengruppe ОАО «Russkoje more» (Russisches Meer), einen der größten Händler mit Fisch und Meeresprodukten in Russland. Er besaß 60 % der Aktien der Firma und war bis 2002 ihr Generaldirektor. 2002 verkaufte er seinen Anteil an seinen Bruder Maksim.

## Politik
Ab 2000 war er im Staatsdienst tätig, zunächst als Assistent des Vizepremiers Sergei Schoigu. 2012 sagte er in einer Sendung des Telekanals Doschd (Regen-TV), Sergei Schoigu sei sein Pate in der Politik.
2000 war er Gründer und Präsident des Interregionalen Fonds zur Unterstützung der Partei Einiges Russland. Seit 2003 ist er Mitglied von Einiges Russland. Im Rahmen der Tätigkeit des Fondes organisierte er mehrere internationale Hilfsaktionen.
Vom 6. März 2002 bis zum 7. Dezember 2003 war er Abgeordneter im Föderationsrat für die Exekutive der Republik Adygeja.
Über die Liste von Einiges Russland wurde er bei Parlamentswahl in Russland 2003 zum Abgeordneten der Staatsduma gewählt. Dort war er Mitglied des Komitees für Bildung und Wissenschaft. Außerdem war er stellvertretender Vorsitzender der Fraktion Einiges Russland. Bei der Parlamentswahl 2007 wurde er über die Liste von Einiges Russland wiedergewählt. Er war wiederum stellvertretender Vorsitzender der Fraktion Einiges Russland und Mitglied des Komitees für gesellschaftliche und religiöse Vereinigungen. Bei der Parlamentswahl 2011 wurde er erneut über die Liste von Einiges Russland gewählt. Er wurde Fraktionsvorsitzender von Einiges Russland und stellvertretender Vorsitzender der Duma. 2012 schied er aus der Duma aus.
Andrei Worobjow leitete von 2005 bis 2012 das Zentrale Exekutivkomitee von Einiges Russland.

### Gouverneur der Moskauer Oblast
Am 8. November 2012 ernannte ihn Präsident Wladimir Putin zum kommissarischen Gouverneur der Moskauer Oblast, nachdem sein Vorgänger und Förderer Sergei Schoigu zum russischen Verteidigungsminister ernannt worden. Bei der Gouverneurswahl am 8. September 2013 wurde er als Kandidat von Einiges Russland mit einer Mehrheit von 78,94 % der Stimmen bestätigt und trat sein Amt am 14. September offiziell an. Bei der Gouverneurswahl 2018 wurde er mit 62,52 % und bei der Gouverneurswahl 2023 mit 83,68 % der Stimmen wiedergewählt.

## Persönliches
Worobjow ist verheiratet und hat zwei Kinder.
Sein Bruder Maksim Jurjewitsch ist Vorsitzender des Direktorenrats der Firma „Russkoe More“. 1998 absolvierte er die Fakultät für internationale Handelsbeziehungen an der MGIMO des Außenministeriums der RF.

## Auszeichnungen
- Medaille des Verdienstordens für das Vaterland I. Klasse (2007)[4]
- Orden der Ehre (2010)[4]
- Orden des Heiligen Sergius von Radonesch II. Klasse (2014)[4]
- Verdienstorden für das Vaterland IV. Klasse (2015)[7]